# El corazón del guerrero
El corazón del guerrero es una película española de acción-aventuras de 2000 escrita y dirigida por Daniel Monzón, en su opera prima. Los actores principales son Fernando Ramallo, Neus Asensi y Santiago Segura. El argumento corresponde al subgénero de espada y brujería.

## Sinopsis
Beldar y Sonja, una pareja de ladrones, roban una piedra preciosa con forma de corazón humano en la tétrica cripta de la Orden de los Mil Ojos, una maléfica secta de todopoderosos brujos. Al huir del lugar se dan cuenta de que la gema está maldita y les ha transmitido su hechizo. Tras perder el sentido, Beldar despierta en otro mundo, metamorfoseado en el cuerpo de un adolescente madrileño de dieciséis años comido por el acné llamado Ramón Belda (Fernando Ramallo). Belda es un chico con una imaginación desbordante y es asaltado por continuas visiones que se corresponden con las partidas de rol que juega cada noche en compañía de sus amigos. También es un adolescente apocado y debilucho, pero en su imaginación se ve luchando contra todo tipo de peligros. Peligros que, poco a poco, se irán haciendo reales y conectarán el Madrid actual con un Universo en el que Ramón es el Elegido para una misión de dimensiones épicas, con heroínas (Neus Asensi), magos (Santiago Segura) y poderosos luchadores (Joel Joan).

## Temas

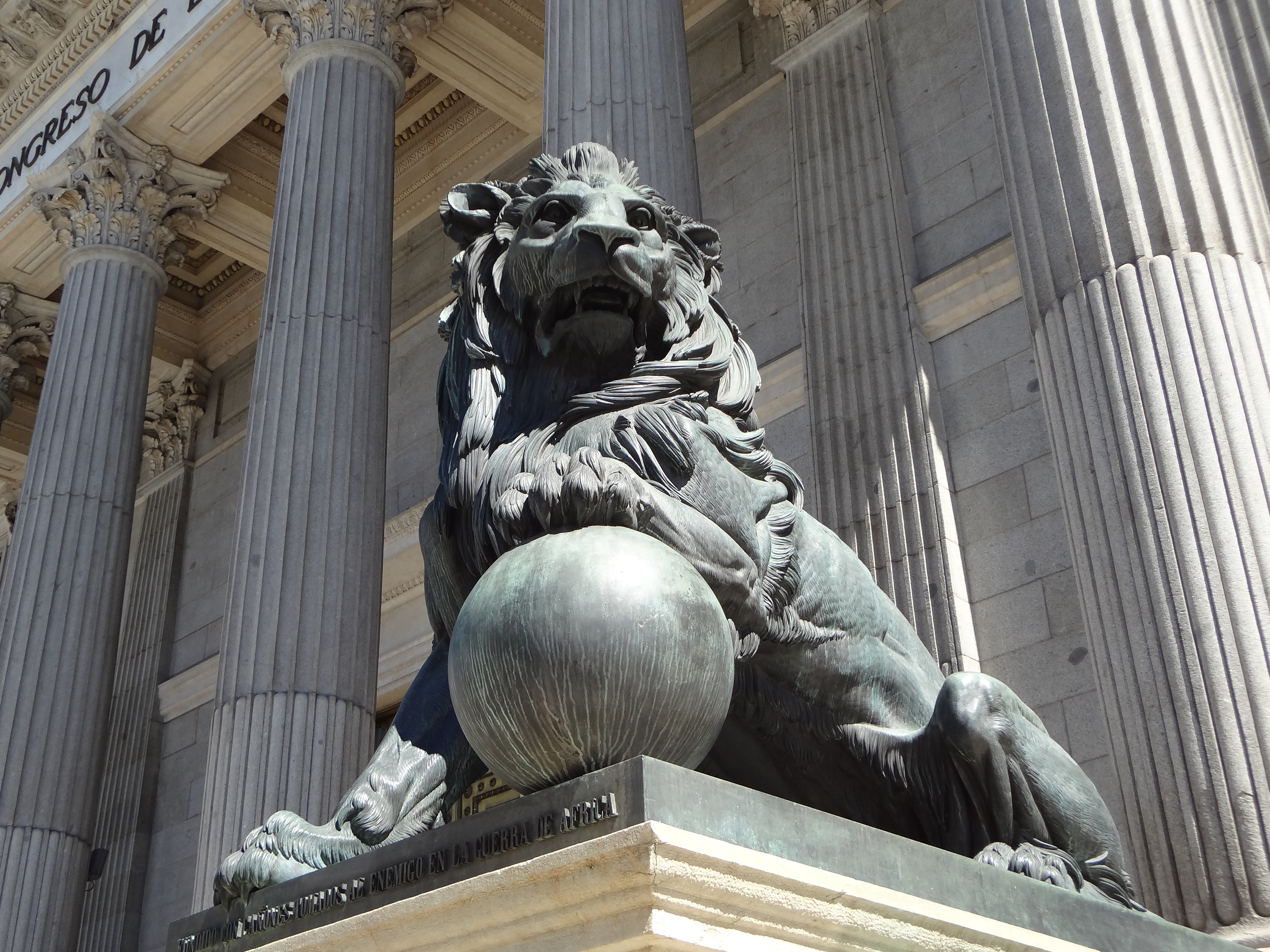
En la película, los leones del Congreso de los Diputados cobran vida en el mundo de Beldar, esta escena ha sido calificada como quijotesca.

## Reparto
| Intérprete              | Personaje                       |
| ----------------------- | ------------------------------- |
| Neus Asensi             | Sonia                           |
| Fernando Ramallo        | Ramón                           |
| Santiago Segura         | Carlos José                     |
| Joel Joan               | Béldar                          |
| Rubén Ochandiano        | Raúl                            |
| Enrique Arce            | Enrique Krauel                  |
| Javier Aller            | El Acólito                      |
| Elio González           | Nacho                           |
| Jimmy Barnatán          | Javi                            |
| Juan Díaz               | Víctor                          |
| Adriá Collado           | Adolfo del Pozo                 |
| Luis Tosar              | Detective 1                     |
| Adolfo Fernández        | Comisario Balbuena              |
| Montse Guallar          | Pilar                           |
| Iván Aledo              | Sicario de la Orden             |
| Antonio de la Torre     | Pellizer                        |
| Arturo Valls            | Periodista en concierto         |
| Rosanna                 | Walls                           |
| José María Sacristán    | Empapelador                     |
| Félix Cubero            | Cabeza 2                        |
| Arturo García "Biaffra" | Hombre siniestro Octágono       |
| Niko Lizeaga            | Isthar                          |
| Alfonso Lara            | Redactor                        |
| Silvia Casanova         | Profesora                       |
| Empar Ferrer            | Madre Javi                      |
| María Jurado            | Chica anuncio Democracia Joven  |
| Rebeca Cobos            | Rubia                           |
| Tonino                  | Presentador 'La Jauría Humana'  |
| Juan Fernández          | Matón                           |
| Fanny Condado           | Detective 2                     |
| Ángel Plana             | Especialista                    |
| Domingo Chinchilla      | Slinker                         |
| Fernando Sansegundo     | Hombre elegante Octágono        |
| Leandro Bredariol       | Momia en Escuela                |
| José Carlos Rivas       | Momia en Cripta                 |
| Fernando López Puig     | Cabeza 1                        |
| Franky Huesca           | Ujier Congreso                  |
| Josu Ormaetxe           | Policía Congreso                |
| José María Sagone       | Médico                          |
| Joserra Cadiñanos       | Profesor                        |
| Marta Reyero            | Periodista informativo          |
| Hilario Pino            | Presentador informativo Canal 8 |
| Mayte Nogales           | Azafata 'La Jauría Humana' 1    |
| María Díaz              | Azafata 'La Jauría Humana' 2    |
| Eduardo de Vicente      | Regidor 'La Jauría Humana'      |
| Salvador Melgares       | Estatua Canal 8                 |
| María Peñafiel          | Chica spot                      |
| Anna Pastor             | Meretriz                        |
| Gabriel Moreno          | Cliente Casa de Campo           |
| Miguel Ángel Torres     | Cámara TV                       |
| Lola González           | Anciana autobús                 |
| Ramiro Alonso           | Agente 1                        |
| Ricardo Amador          | Gitano                          |
| Antonio Barroso         | Pijo                            |
| Alfredo Díaz            | Policía 1                       |
| Antonio Gómez           | Policía 2                       |
| Carlos Morote           | Policía 3                       |
| Sixto Cid               | Seguridad hotel 1               |
| Enrique Martínez        | Seguridad hotel 2               |
| Ramón Churruca          | Seguridad hotel 3               |
| Javier Jurdao           | Vagabundo                       |
| Urban Deutschman        | Alemán                          |

## Premios
La ópera prima de Daniel Monzón obtuvo dos galardones en el Festival de Cine Fantástico de Ámsterdam, el Premio a la Mejor Película Internacional en el Festival de  Fantasía de Montreal (Fantasía International Film Festival) y el Premio a la Mejor Película Fantástica en Fantasporto, certamen cinematográfico de Oporto, Portugal. Además, el director fue nominado para el Premio Goya del año 2000 a la mejor dirección novel.